# Al-Nasa'i

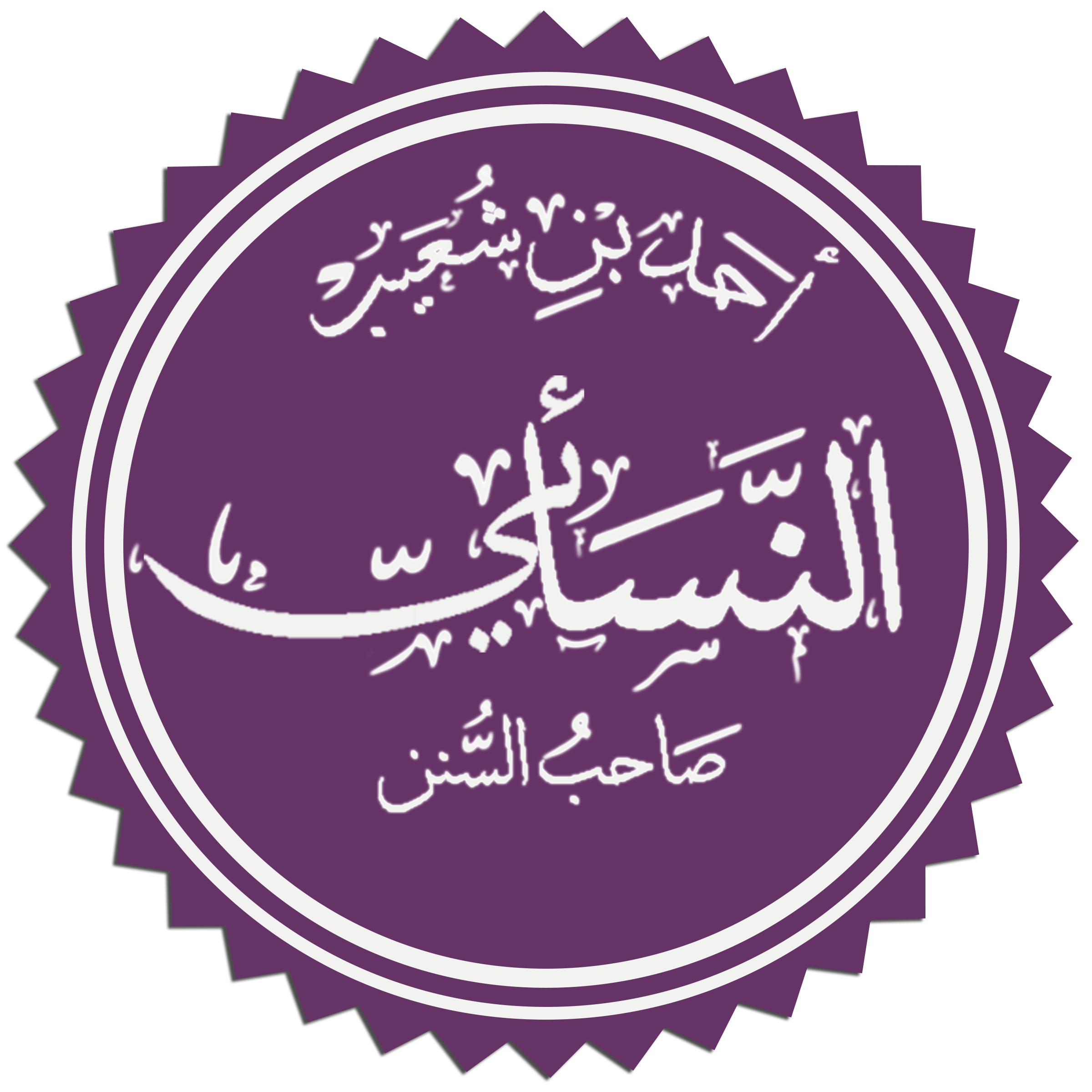
Nome calligrafato di Al-Nasa'i

al-Nasāʾī, ossia l'imām al-Ḥāfiẓ Abū ʿAbd al-Raḥmān Aḥmad ibn Shuʿayb ibn ʿAlī ibn Sinān ibn Baḥr al-Khurāsānī al-Nasāʾī (in arabo أبو عبد الرحمن أحمد بن شعيب بن علي بن سنان بن بحر الخراساني النسائي‎?), nacque a Nasa', in Persia nell'attuale Turkmenistan, verso l'830 e morì nel 915. È ricordato come l'autore di uno dei sei principali libri di ḥadīth sunniti (i Sei libri), intitolato Kitāb al-sunan al-sughrā.
A partire dai suoi 15 anni, si mise in viaggio per raccogliere informazioni sui precetti attribuibili a Maometto e all'Islam da lui predicato.
Fu quindi a Baghlan, dove divenne discepolo di Qutayba b. Saʿīd e poi in Hijaz, in Egitto, in Iraq e in Siria, dove fu assassinato da un kharigita.
I suoi maestri furono:
Suwayd b. Naṣr, Muhammad b. al-Naḍr al-Marwāzī, Mahmūd b. Ghaylān, Hamad b. Bashār. Hunad b. al-Sirrī, Muhammad b. ʿAbd al-ʿAlā, l'Imam Abū Dāwūd al-Sijistānī, Abū ʿĪsā Muhammad al-Tirmidhī, Muhammad b. al-Muthannā b. ʿUbayd b. Qays b. Dīnār al-Baṣrī.

## Opere
È considerato più severo di Muslim e di Bukhari nell'accoglimento della bontà di un isnad.
- al-Sunan al-sughrā (talora indicata come Sunan al-Nasāʾī).
- Musnad ʿAlī.
- Le specificità di ʿAlī.
- Kitāb al-tafsīr.

La sua tomba si trova a Mecca